# Nautilothelphusa zimmeri
Nautilothelphusa zimmeri is een krabbensoort uit de familie van de Gecarcinucidae. De wetenschappelijke naam van de soort is voor het eerst geldig gepubliceerd in 1933 door Balss.